# Consiglio autonomo dell'Hebei orientale
Il Consiglio autonomo dell'Hebei orientale (cinese: 冀東防共自治政府; pinyin: Jìdōng Fánggòng Zìzhì Zhèngfǔ), noto anche come Consiglio autonomo del Ji orientale e come Consiglio autonomo anticomunista dell'Hebei orientale, fu uno stato di breve durata situato nella Cina settentrionale degli anni '30. È stato descritto dagli storici come uno stato fantoccio giapponese o come uno stato cuscinetto.

## Storia

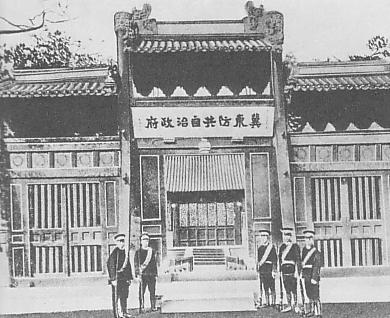
La sede del Consiglio autonomo dell'Hebei orientale.

Dopo la creazione dello stato fantoccio del Manciukuò e con la successiva avanzata dell'Esercito imperiale giapponese, la Cina nord-orientale ad est della Grande Muraglia cadde sotto il dominio giapponese, l'Impero giapponese e la Repubblica di Cina firmarono l'armistizio di Tanggu, che stabilì una zona demilitarizzata a sud del Grande Muraglia, che si estendeva da Tientsin a Beiping (Pechino). Sotto i termini della tregua e del successivo accordo di He-Umezu del 1935, questa zona smilitarizzata venne purificata dall'influenza politica e militare del governo cinese del Kuomintang.
Il 15 novembre 1935, l'amministratore locale cinese delle 22 contee della provincia dell'Hopei, Yin Ju-keng, proclamò che i territori sotto il suo controllo erano autonomi. Dieci giorni dopo, il 25 novembre, proclamò che i territori sotto il suo controllo erano indipendenti dalla Repubblica di Cina e come nuova capitale venne proclamata la città di Tongzhou. Il nuovo governo firmò immediatamente trattati economici e militari con il Giappone. Il Corpo per la Conservazione della Pace nella Zona Demilitarizzata che era stato creato in seguito all'armistizio di Tanggu fu sciolto e riorganizzato come Esercito dell'Hebei orientale supportato militarmente dal Giappone. L'obiettivo del Giappone era di stabilire una zona cuscinetto tra il Manciukuò e la Cina, ma il regime collaborazionista filo-giapponese che si era venuto a creare era visto dal governo cinese come un affronto e violazione dell'armistizio di Tanggu.
Il Consiglio autonomo dell'Hebei orientale era governato da Yin Rugeng. L'Hebei orientale proteggeva gli interessi economici del Giappone vietando l'esportazione di argento e la circolazione delle banconote della Banca cinese centrale. Venne istituita anche una banca centrale e che iniziò a emettere banconote che furono sostenute da diverse banche, e furono ampiamente diffuse a Tientsin, contro gli ordini del governo centrale cinese.
Nel luglio del 1936 scoppiò una rivolta contadina nel distretto di Miyun a sfavore del Consiglio autonomo orientale dell'Hebei. Guidati da un anziano prete taoista, i ribelli furono organizzati dalla Società della sabbia gialla e riuscirono a sconfiggere un'unità dell'armata dell'Hopei orientale che fu inviata per sopprimere la rivolta. Successivamente, l'Esercito Imperiale Giapponese si mobilitò per sedare la rivolta, sconfiggendo i ribelli contadini entro settembre. Circa 300 ribelli della Società della sabbia gialla vennero uccisi o feriti nei combattimenti.
Il governo dell'Hebei orientale sopravvisse all'ammutinamento di Tungchow alla fine del luglio del 1937, prima di essere assorbito dal governo provvisorio collaborazionista della Cina nel dicembre 1937.